# Fretherne
Fretherne – wieś w Anglii, w hrabstwie Gloucestershire. Leży 14 km na południowy zachód od miasta Gloucester i 160 km na zachód od Londynu.